# Орлова (город)
Орлова (чеш. Orlová, пол. Orłowa, старое нем. Orlau — Орлау) — город в районе Карвина Моравскосилезского края Чешской Республики. Расположен в исторической области Тешинская Силезия.

## История

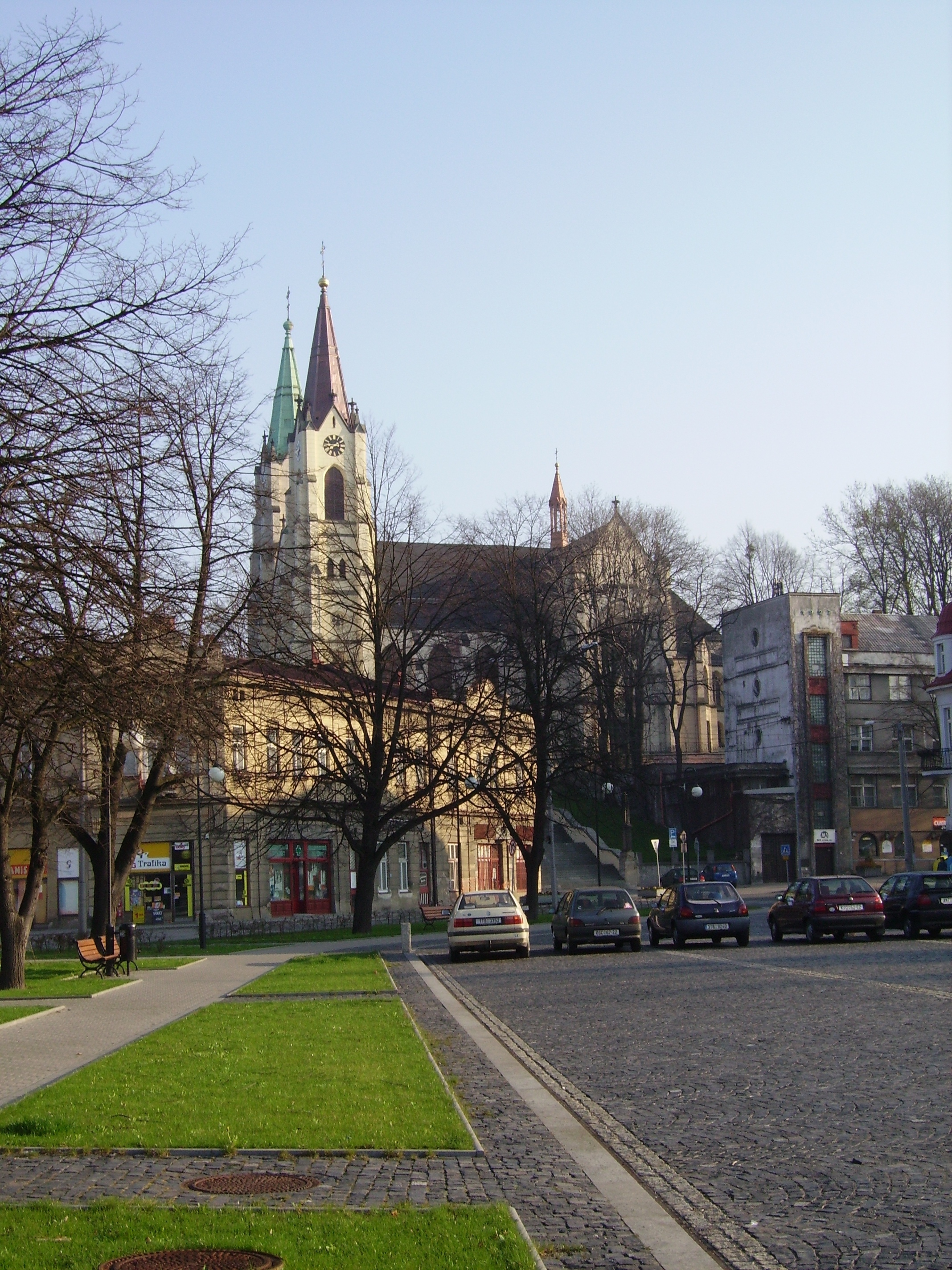
Неоготическая церковь в старой части города под названием «Силезский замок»

Согласно легенде, Мешко I Плясоногий, князь Силезский из силезской ветви династии Пястов, отправился на охоту со своей беременной женой Людмилой. Когда они отдыхали на холме, вдруг взлетел орёл, напугав пару. Орёл уронил добычу, которая упала на землю рядом с ними. Людмила преждевременно родила ребёнка, Казимежа. Пара, видя в этом инциденте божий знак, основала часовню на этом месте и позже названную орлом (польск: orzel, чешск: orel). Точно не ясно, когда посёлок был действительно основан, однако он впервые упоминается в письменных свидетельствах в 1223 году, а через четыре года название села появляется в документах. В Средние века это был посёлок, а основной деятельностью населения было сельское хозяйство. Изменения произошли в XIX веке с бумом добычи угля. Население быстро росло вместе с развитием города.
В начале XX века Орлова стала важным центром польского и чешского образования и родиной многих культурных и спортивных организаций обеих общин. Существовали также еврейские и немецкие общины в городе.
После разделения Тешина и Силезии в 1920 году, город вошёл в состав Чехословакии. Орлова получила права города в 1922 году. Во время забастовки рабочих в 1925 году четверо рабочих были убиты полицией. После Мюнхенского соглашения, в октябре 1938 года, Орлова и весь регион Заользье были аннексированы Польшей. Деревня была аннексирована нацистской Германией в начале Второй мировой войны. После войны была возвращена Чехословакии. В 1946 году села Ленивое и Порембе были административно присоединены к городу. Масштабная добыча угля, особенно в коммунистическую эпоху, имела катастрофические последствия для города, его зданий и архитектуры, особенно в Ленивое. Многие здания в Орлове были снесены, в том числе польская гимназия, построенная в 1909 году. Архитектурный облик города был полностью изменён.
Наиболее значительным архитектурным сооружением в Орлове является неоготический костел, который заменил старый деревянный. Он был почти полностью перестроен в 1903—1906 годах, когда стал доминирующим зданием города. Важной особенностью церкви является лестница ведущая к ней. Церковь была повреждена в результате обширной добычи угля в городе и его окрестностях, ремонтные работы начались в 1990-х годов и до сих пор продолжаются. Ещё одной знаменитой достопримечательностью является ратуша 1928 года. В городе существует также лютеранская церковь, освященная в 1862 году.
В Орлове есть несколько начальных школ, в основном чешских, и одна польская. Имеется так же несколько средних школ. Наиболее примечательным является чешская гимназия, которая была перестроена в современном архитектурном стиле и открыта в 1996 году.

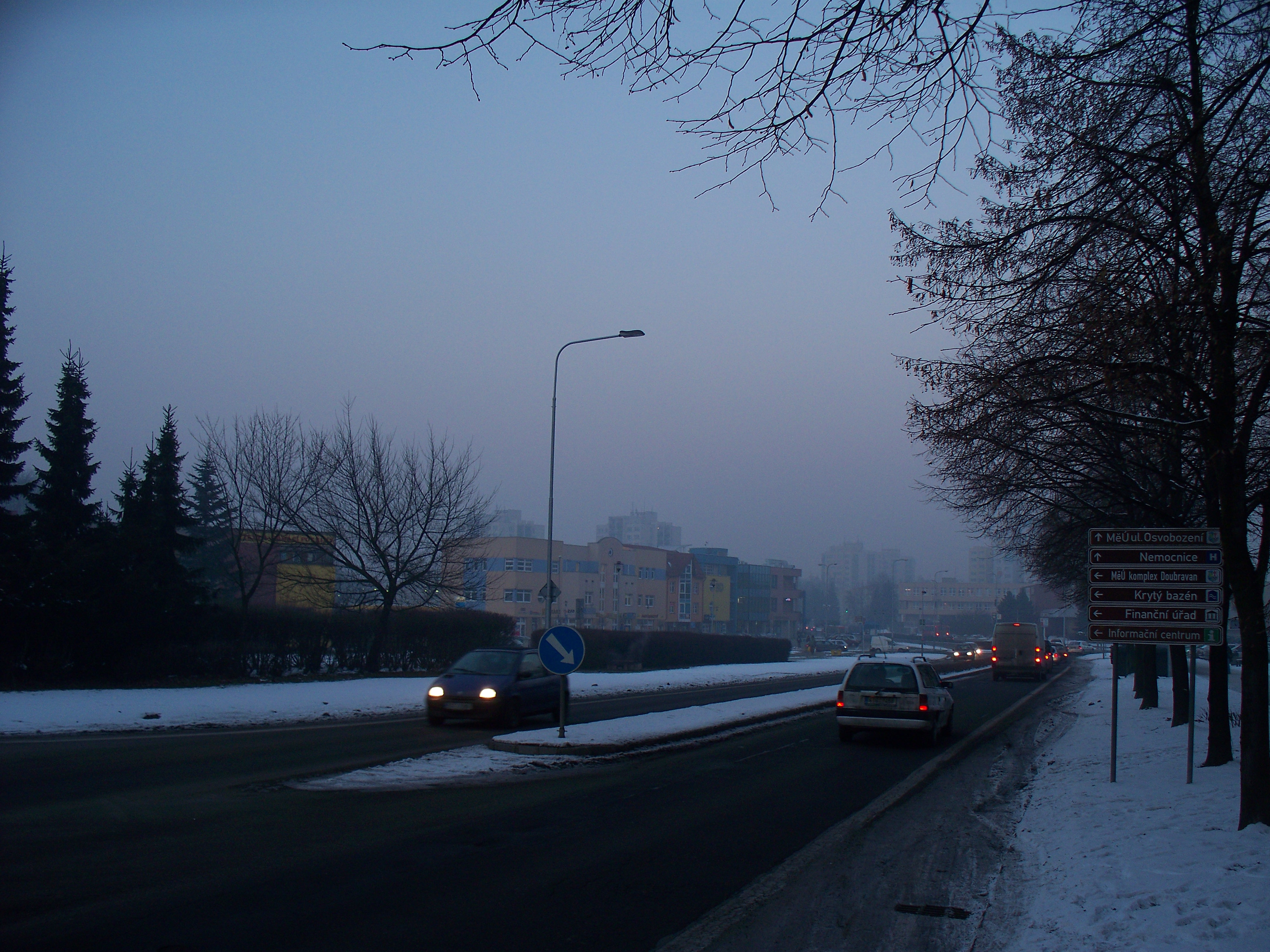
Как и в других городах, в Орлове можно увидеть смог зимой

## Население
| Год  | Численность | Численность |
| ---- | ----------- | ----------- |
| 1869 | 3875        | [ 6 ]       |
| 1880 | 6332        | [ 6 ]       |
| 1890 | 7806        | [ 6 ]       |
| 1900 | 15 820      | [ 6 ]       |
| 1910 | 21 116      | [ 6 ]       |
| 1921 | 9717        | [ 7 ]       |
| 1930 | 10 040      | [ 7 ]       |
| 1950 | 23 863      | [ 6 ]       |
| 1961 | 21 543      | [ 7 ]       |
| 1970 | 24 268      | [ 7 ]       |
| 1980 | 28 733      | [ 6 ]       |
| 1991 | 36 339      | [ 6 ]       |
| 2001 | 34 856      | [ 6 ]       |
| 2014 | 30 345      | [ 8 ]       |
| 2016 | 29 524      | [ 9 ]       |
| 2017 | 29 231      | [ 10 ]      |
| 2018 | 29 108      | [ 11 ]      |
| 2019 | 28 852      | [ 12 ]      |
| 2020 | 28 735      | [ 13 ]      |
| 2021 | 28 330      | [ 14 ]      |
| 2022 | 28 206      | [ 15 ]      |
| 2023 | 27 966      | [ 16 ]      |
| 2024 | 27 794      | [ 4 ]       |

## Города-побратимы
- Ильнау-Эффретикон, Швейцария
- Рыдултовы, Польша